# ماي رايلي سميث
ماي رايلي سميث (بالإنجليزية: May Riley Smith)‏ هي كاتِبة أمريكية، ولدت في 27 مايو 1842، وتوفيت في 1927.